# Казалеккьо-ди-Рено
Казалеккьо-ди-Рено (итал. Casalecchio di Reno) —  коммуна в Италии, расположена в области Эмилия-Романья, подчиняется административному центру Болонья.
Население составляет 35784 человека (2021 год), плотность населения составляет 2064,9 чел./км². Занимает площадь 17,33 км². 
Почтовый индекс — 40033. Телефонный код — 051.
Покровителем коммуны почитается святой Мартин Турский, празднование 11 ноября.

## Демография
Динамика населения:

## Наука
По состоянию на июнь 2023 года в Казалеккьо-ди-Рено находится CINECA самый мощный суперкомпьютерный центр для научных исследований в Италии, в нём установлен один из суперкомпьютеров ЕС, проекта EuroHPC JU, суперкомпьютер «Leonardo». В ноябре 2022 года «Leonardo» стал вторым самым быстрым суперкомпьютером в Европе и ЕС, и четвёртым в мире в рейтинге Top500. По состоянию на июнь 2023 года «Leonardo» занимает четвёртое место в мире в рейтинге Top500 и имеет заявленную производительность в 238,70 петафлопс, а пиковую — 304,47 петафлопс при среднем энергопотреблении порядка 7,4 МВт.

## Города-побратимы
- Роменвиль, Франция
- Папа, Венгрия
- Тренчин, Словакия

## Администрация коммуны
- Официальный сайт: http://www.comune.casalecchio.bo.it/